# Ibdes
Ibdes és un municipi de la província de Saragossa situat a la comarca de la Comunitat de Calataiud. El 2023 tenia 383 habitants.
En destaca l'església parroquial de Sant Miquel Arcàngel, amb el seu retaule major, del segle XVI, protegit per dos grans portes pintades per les dues cares.